# Suhpalacsa microstigma
Suhpalacsa microstigma är en insektsart som beskrevs av Navás 1931. Suhpalacsa microstigma ingår i släktet Suhpalacsa och familjen fjärilsländor. Inga underarter finns listade i Catalogue of Life.